# Calle de las Ostras

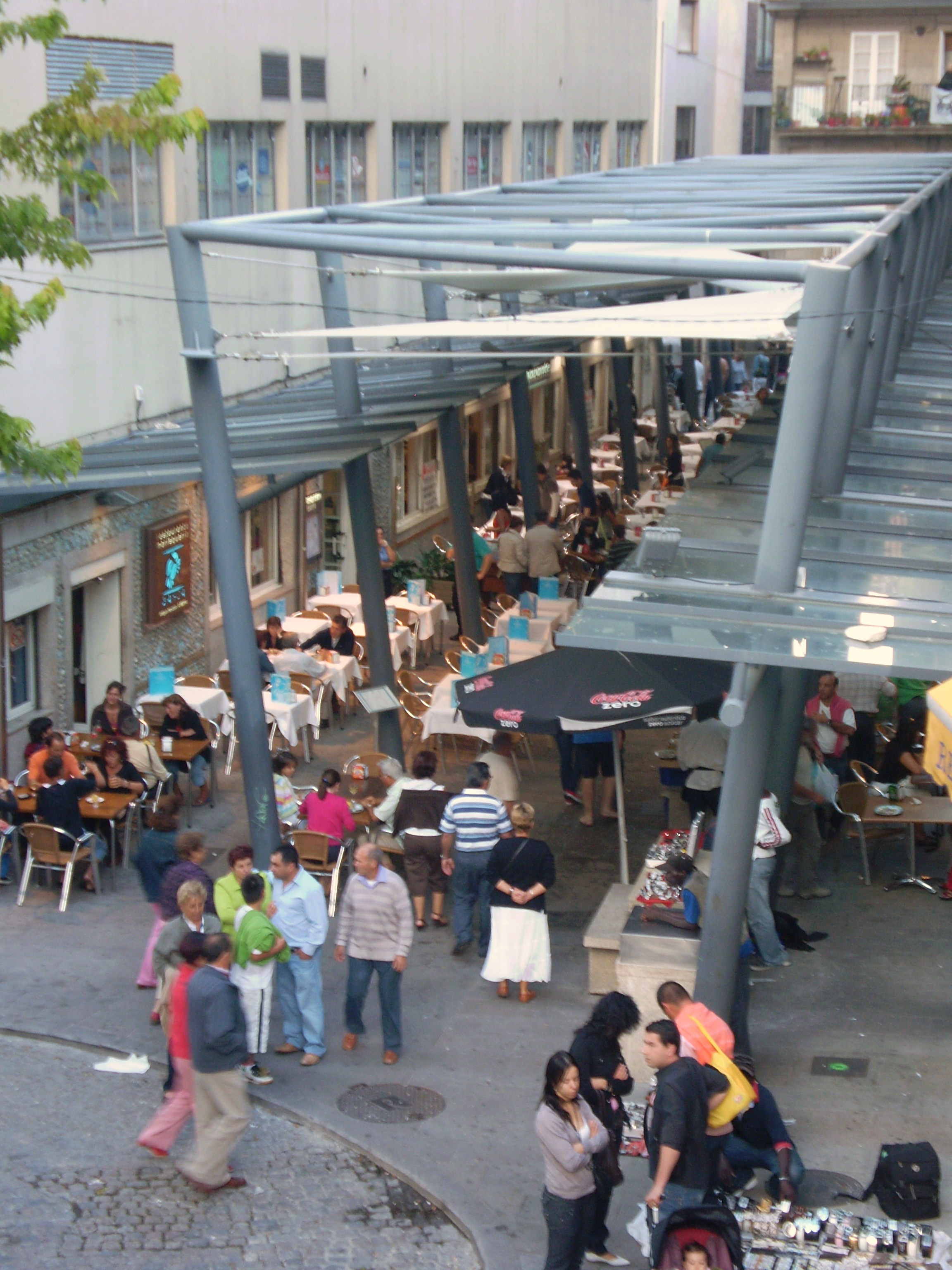
Calle Pescadería, conocida como calle de las Ostras.

La calle Pescadería, popularmente conocida como la calle de las ostras, es una pequeña calle peatonal situada en la parte ribereña de la ciudad española de Vigo. Se encuentra entre las calles Baixada da Fonte y Mestre Mateo. Recibe ese nombre por la oferta culinaria proporcionada por los múltiples restaurantes y puestos en la calle donde se venden marisco y pescado, especialmente ostras.

## Historia
Vigo fue eminentemente una ciudad tradicionalmente pesquera. En la segunda mitad del siglo XIX, tras la proliferación de una importante industria conservera en el puerto de Vigo, se propició la creación de diferentes mercados en la zona del Berbés, en la plaza de la Princesa, y en la calle donde actualmente se encuentra la calle de las ostras.
Así, en la calle de las ostras, de pequeño tamaño y cercana tanto a la zona portuaria como al centro urbano, proliferaron los puestos de venta de pescado y marisco. De unos doce metros de longitud, el pequeño callejón se situaba junto a la fuente de Vigo, donde se vendía pescado seco y en salazón. Ya por aquel entonces, la calle contaba con una cubierta en forma de cobertizo.

## Toponimia
Inicialmente fue conocida también como la calle de los pescadores, por ser el lugar donde se vendía el pescado procedente de la salazón de la zona del Areal. Posteriormente se denominó tal y como se conoce actualmente, calle Pescadería, aunque popularmente se la conoce como calle de las ostras, tanto en las guías turísticas como entre la población viguesa. Esta denominación proviene de la venta, desde hace más de un siglo, de ostras y otro tipo de marisco de la ría por parte, tradicionalmente, de las mujeres de los pescadores.

## Galería de imágenes

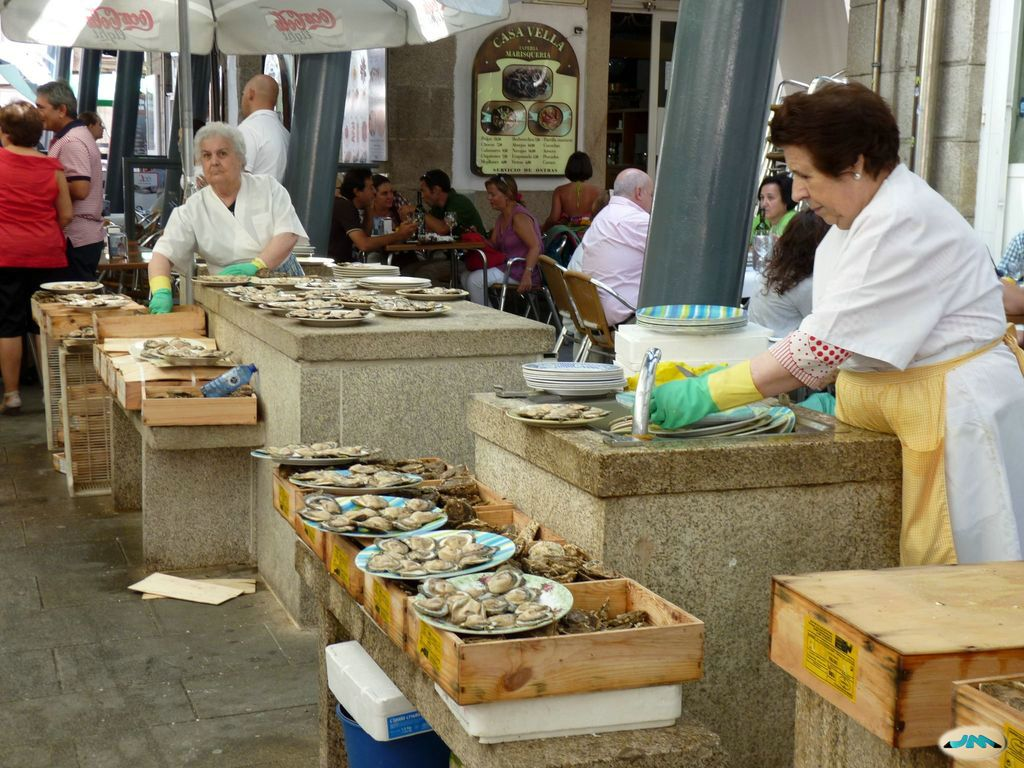
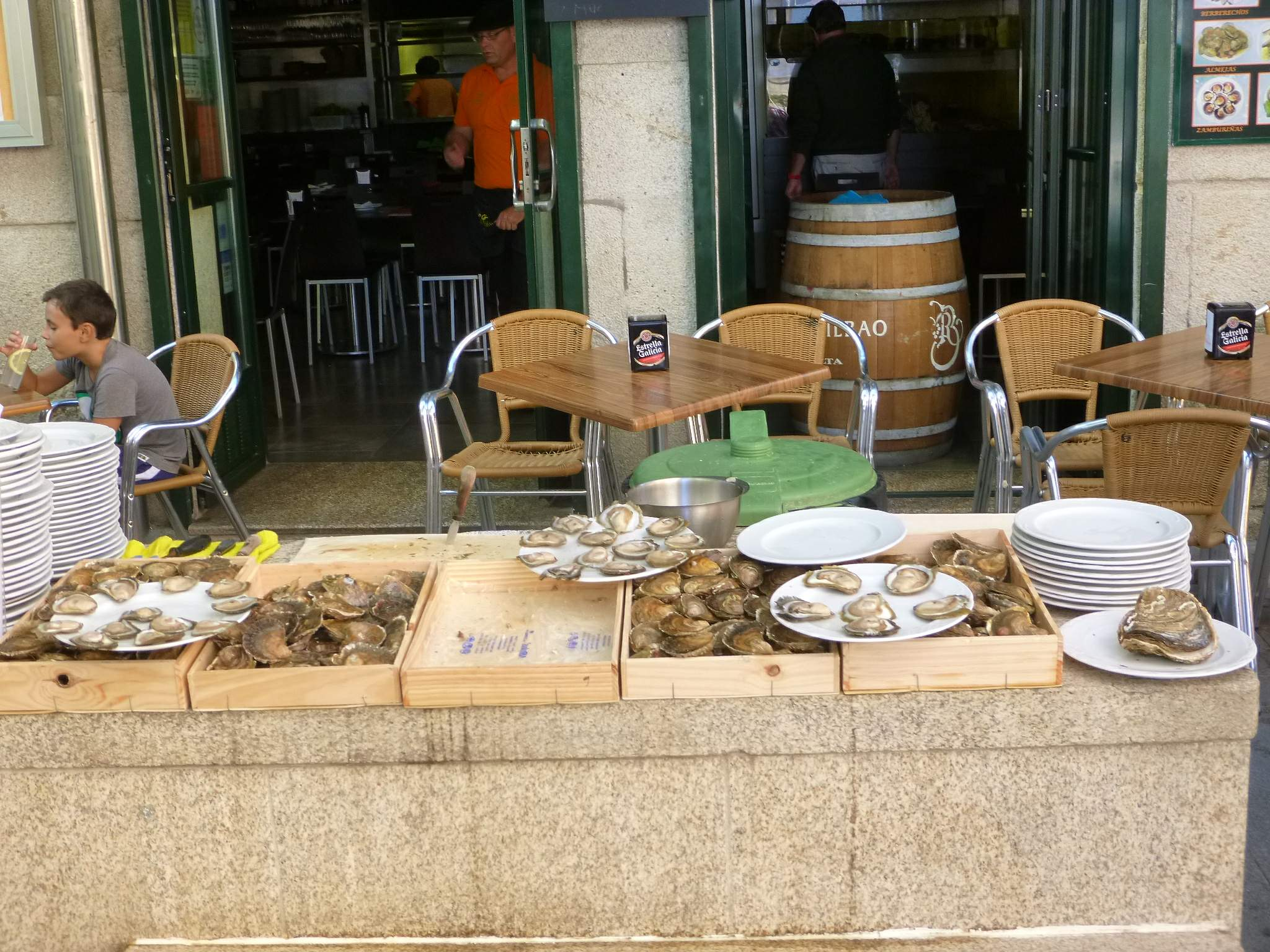
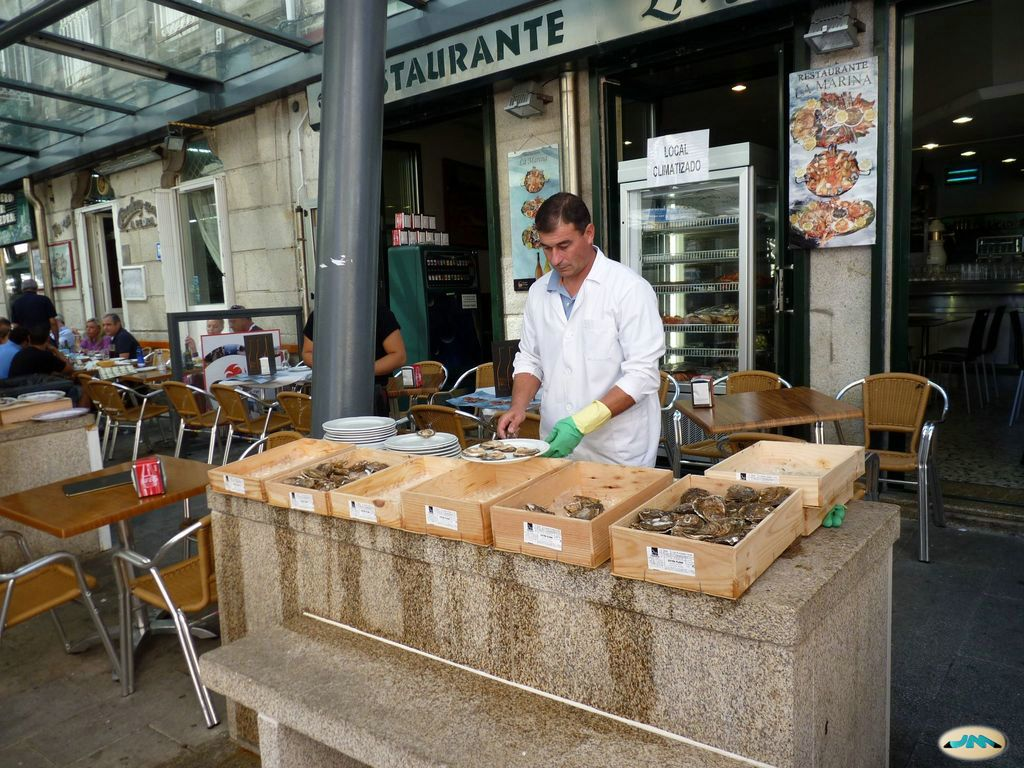
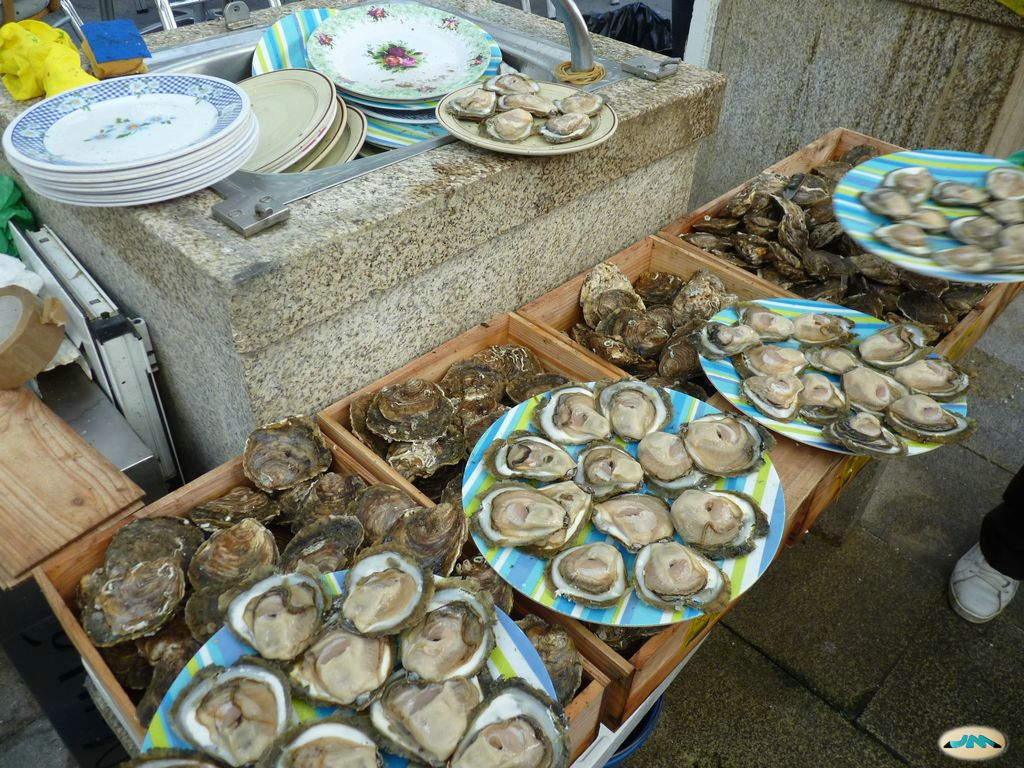
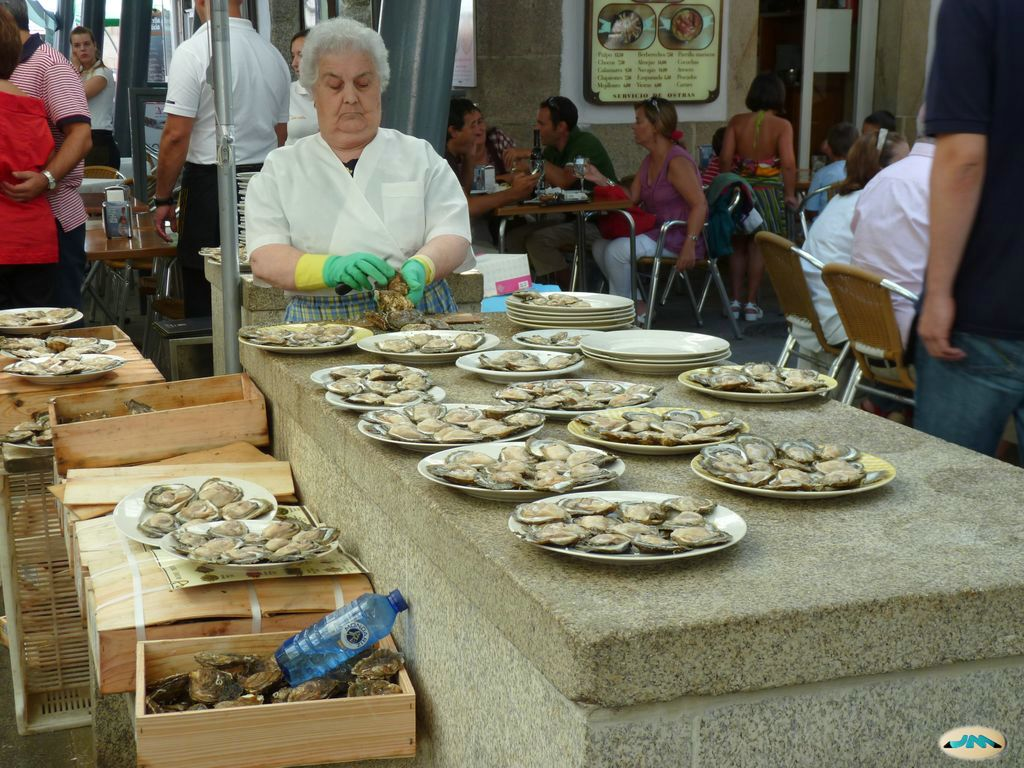